# Von Thronstahl
«Von Thronstahl» — німецький музичний гурт, створений 1995 року Йозефом Марією Клумбом, який виконує музику в стилях Martial Industrial, неофолк, неокласика. Гурт припинив свою творчу діяльність 2010 року.

## Дискографія

### Альбоми таEP
- Sturmzeit (1998, Eis Und Licht)
- Imperium Internum (2000, Cold Spring Records)
- Leipzig «Lichttaufe» 2000 (2001, Fasci-Nation Recordings)
- Re-Turn Your Revolt Into Style (обмежене видання — 500 копій) (2002, Fasci-Nation Recordings)
- Bellum, Sacrum Bellum!? (2003, Fasci-Nation Recordings)
- Pessoa/Cioran (спільно з The Days Of The Trumpet Call, обмежене видання — 500 копій) (2004, Terra Fria)
- Split (спільно з The Days Of The Trumpet Call, обмежене видання — 500 CD та 300 грамплатівок) (2004, Der Angriff и Indiestate Distribution)
- Mutter der Schmerzen (2006, Der Angriff и Indiestate Distribution)
- Sacrificare (2007, Fasci-Nation Recordings)
- Schwanenspiel (спільно з Rose Rovine e Amanti) (2008, WolfHall)
- Germanium Metallicum (2009, Cold Spring Records)
- Pan-European Christian Freedom Movement (спліт-альбом з with Spreu & Weizen [Архівовано 4 листопада 2012 у Wayback Machine.], обмежене видання — 200 копій) (2011, Fronte Nordico)
- Corona Imperialis (2012, Trutzburg Thule)
- Vivus Romae. Live in Rome 2007/08/09 (Live CD, обмежене видання — 500 копій) (2012, Trutzburg Thule)

### Компіляції
- E Pluribus Unum (2001, Cold Spring Records)
- Carpe Noctem Festival I: Sturmgewitter Ziehn Durchs Land (спільно з H.E.R.R., The Days Of The Trumpet Call, Dead Man's Hill) (2005, Carpe Noctem)
- Conscriptvm (2010, Cold Spring Records)
- Jenseits Aller Welt Und Zeit & Neue Lieder An Die Nacht (2014, VAWS)

### Триб'ют-альбоми
Von Thronstahl також брали участь у записі триб'ют-альбомів, присвячених Лені Ріфеншталь, Юліусу Еволі, Йозефу Тораку, Корнеліу Кодряну, Герману Гендріху та Арно Брекеру.